# James Meyer
James Meyer (Sydney, 28 maggio 1986) è un ex calciatore australiano, di ruolo centrocampista.

## Carriera

### Club
Ha giocato 8 partite nella AFC Champions League.

## Palmarès

### Club

#### Competizioni nazionali
- Campionato australiano: 2

Brisbane Roar: 2010-2011, 2011-2012
- Campionato hongkonghese: 1

Eastern: 2015-2016